# Ange Capuozzo
Ange Capuozzo (* 30. April 1999 in Le Pont-de-Claix, Département Isère) ist ein französisch-italienischer Rugby-Union-Spieler. Er spielt auf den Positionen des Schlussmannes und des Außendreiviertels für den französischen Verein Stade Toulousain und die italienische Nationalmannschaft. Zu seinen Erfolgen gehört ein Meistertitel mit Stade Toulousain.

## Biografie

### Vereinskarriere
Capuozzos Großeltern väterlicherseits stammen aus der Gegend um Neapel und ließen sich nach dem Zweiten Weltkrieg in einem Vorort von Grenoble nieder. Sein Großvater mütterlicherseits stammt aus Madagaskar, seine Großmutter mütterlicherseits aus Frankreich. Im Alter von fünf Jahren begann er bei der US Deux-Ponts in Le Pont-de-Claix mit dem Rugbyspielen, als Elfjähriger trat er den Junioren des FC Grenoble bei. Sein Profidebüt bei diesem Verein gab Capuozzo am 18. Mai 2019 bei der 0:22-Auswärtsniederlage gegen Section Paloise; in der Saison 2018/19 blieb dies sein einziges Spiel in der Top 14. Als der FC Grenoble daraufhin in die Pro D2 abstieg, blieb er beim Verein. Seinen ersten Versuch als Profispieler erzielte er am 6. Dezember 2019 gegen Rouen Normandie Rugby. Mit insgesamt zehn Versuchen war er in der Saison 2020/21 einer der beiden Topscorer der Pro D2.
Im Mai 2022 unterschrieb Capuozzo beim Erstligisten Stade Toulousain einen Dreijahresvertrag. Das erste Spiel für seinen neuen Verein bestritt er am 11. September desselben Jahres gegen den RC Toulon, seine ersten beiden Versuche folgten am 29. Januar 2023 beim 23:9-Heimsieg gegen den amtierenden Meister Montpellier Hérault Rugby. Am Ende der Saison 2022/23 stand Stade Toulousain zum 22. Mal als Meister fest, wobei Capuozzo im Finale gegen Stade Rochelais nicht zum Einsatz kam.

### Nationalmannschaft
Durch die Geburt in Frankreich wäre Capuozzo für die französische Nationalmannschaft startberechtigt gewesen. Er entschied sich aber für Italien, die Heimat seiner Großeltern, als die Betreuer der italienischen U20-Auswahl ihm nach einem Freundschaftsspiel ein entsprechendes Angebot machten; als weiteren Grund nannte er seine Verwandtschaft in Bologna.
Wenig später nahm Capuozzo an der Juniorenweltmeisterschaft 2019 teil. Nachdem er im Oktober 2021 ein Spiel für die Reserve-Nationalmannschaft Italia A bestritten hatte, nominierte ihn Kieran Crowley für das Six Nations 2022. Sein erstes Test Match für die italienische Nationalmannschaft absolvierte er am 12. März als Einwechselspieler gegen Schottland; dabei erzielte er sogleich zwei Versuche. Eine Woche später gehörte er gegen Wales bereits der Startformation an. In der letzten Spielminute durchbrach er die walisische Verteidigung und gab nach einem Sprint über das halbe Feld den entscheidenden Pass zu Edoardo Padovani, der zum 22:21-Auswärtssieg führte; dadurch endete auch eine seit 36 Spielen anhaltende Serie von Niederlagen bei Six-Nations-Turnieren.
Am 12. November 2022 steuerte Capuozzo in Florenz zwei Versuche zum 28:27-Sieg gegen Australien bei, dem ersten Erfolg der Italiener gegen diese Mannschaft überhaupt. Acht Tage später wurde er bei den World Rugby Awards als „Entdeckung des Jahres“ geehrt.

## Erfolge
Stade Toulousain:
- Meister Top 14: 2023, 2024
- Sieger European Rugby Champions Cup: 2024

Persönlich:
- World Rugby Awards: Entdeckung des Jahres 2022